# Johannes Gründel
Johannes Gründel (ur. 13 maja 1929 r. w Ołdrzychowicach Kłodzkich, zm. 16 marca 2015 w Freising) – niemiecki teolog, duchowny katolicki, wykładowca na Uniwersytecie Ludwika i Maksymiliana w Monachium, odznaczony Bawarskim Orderem Zasługi. 

## Życiorys
Johannes Gründel urodził się w 1929 roku w Ołdrzychowicach Kłodzkich jako trzecie dziecko Paula Gründela i jego żony Anny z domu Klein. Dzieciństwo spędził tamże w gospodarstwie rodziców. Uczęszczał do Gimnazjum Katolickiego w Kłodzku. Po przegranej przez Niemcy II wojny światowej i utracie na rzecz Polski ziemi kłodzkiej musiał wraz z rodziną opuścić rodzime strony w 1946 roku i osiedlić się w Nadrenii Północnej-Westfalii.
Po pomyślnie zdanym egzaminie maturalnym rozpoczął naukę w katolickiej Wyższej Szkole Filozoficzno-Teologicznej w Königstein im Taunus, po ukończeniu której otrzymał w 1952 roku święcenia kapłańskie w Limburgu nad Lahnem. Następnie został skierowany na specjalistyczne studia z zakresu teologii, filozofii i psychologii, które odbył w Monachium oraz Rzymie. W roku 1959 uzyskał stopień naukowy doktora, a w 1966 doktora habilitowanego w zakresie teologii. 
W latach 1967 i 1968 był wykładowcą na Wyższej Szkole Filozoficzno-Teologicznej w Königstein im Taunus, gdzie nadano mu tytuł profesora nadzwyczajnego. Następnie przeniósł się na Wydział Teologii Katolickiej Uniwersytetu Monachijskiego, gdzie wykładał, już jako profesor zwyczajny, teologię moralną. Prowadził także zajęcia z innych przedmiotów gościnnie na innych uczelniach w: Ratyzbonie, Linzu, i Jerozolimie. Pracował w różnych komisjach i grupach roboczych dotyczących spraw medyczno-etycznych. Opublikował liczne artykuły na aktualne tematy związane z kwestiami etyki i teologii. W 1997 roku przeszedł na emeryturę, lecz nie zaprzestał swojej działalności. 
Johannes Gründel cieszył się międzynarodową sławą ze względu nie tylko na swój dorobek naukowy, ale także zaangażowanie, które wykazał jako jedna z pierwszych osób publicznych w Niemczech na rzecz osób zarażonych wirusem niedoboru odporności. Między innymi często gościł w społecznych spotach reklamowych w telewizji. Jako profesor popierał awanse naukowe kobiet zajmujących się teologią katolicką. Poza tym należał do gorących orędowników przestrzegania praw człowieka w krajach Ameryki Łacińskiej. W 1998 roku za swoją działalność został odznaczony Orderem Zasługi Republiki Federalnej Niemiec.
Do jego osiągnięć zaliczyć należy uruchomienie w Monachium studiów teologii prawosławnej, za co otrzymał w 2006 roku tytuł doktorat honoris causa Wydziału Teologicznego Uniwersytetu Narodowego im. Kapodistriasa w Atenach, będąc pierwszym nieprawosławnym teologiem, który otrzymał to wyróżnienie na tym wydziale. Ponadto władze landu bawarskiego odznaczyły go 9 lipca 2009 roku Bawarskim Orderem Zasługi. Do jego najwybitniejszych studentów zaliczyć można: Constanze Giese i Hansa-Güntera Grubera. Po przejściu na emeryturę zamieszkał w Freising-Hohenbachern.

## Prace
Działalność naukowa Johannesa Gründela koncentruje się nie tylko wokół podstawowych kwestii etyki i teologii moralnej, ale także aktualnych zagadnień dnia codziennego, zwłaszcza dotyczących etyki lekarskiej, problemu samobójstw oraz etyki środowiskowej. Uważany był za jednego z najbardziej znanych przedstawicieli chrześcijańskiej etyki odpowiedzialności. Do jego głównych prac należą:
- Doktryna okoliczności ludzkiego działania w średniowieczu, 1963
- Rozważając Dekalog, 1978
- Etyka bez norm?, 1970
- Nowe standardy, 1980
- Ziemia - naszej trosce powierzona, 1984
- Zdrowie i choroba jako dar oraz zadanie, 1984
- Życie jako chrześcijańska odpowiedzialność.Podstawowy kursu moralności, 3 tomy: 1991 i 1992.